# إدموند توماس كلينت
إدموند توماس كلينت (بالإنجليزية: Edmund Thomas Clint)‏ هو فنان ورسام هندي، ولد في 19 مايو 1976 في كوتشي في الهند، وتوفي في 15 أبريل 1983 بسبب قصور كلوي.